# Acrospermoides subulata
Acrospermoides subulata är en svampart som beskrevs av J.H. Mill. & G.E. Thomps. 1940. Acrospermoides subulata ingår i släktet Acrospermoides och familjen Acrospermaceae.   Inga underarter finns listade i Catalogue of Life.